# Plan 9 from Outer Space
Cet article concerne le film. Pour le jeu vidéo, voir Plan 9 from Outer Space (jeu vidéo).
Pour plus de détails, voir Fiche technique et Distribution.
Plan 9 from Outer Space est un film américain réalisé par Ed Wood, sorti en juillet 1959.
Pendant des années, le film est passé à la télévision dans une relative indifférence. Dans les années 1980, les auteurs Michael Medved et Harry Medved ont décrit Plan 9 from Outer Space comme « le pire film jamais réalisé », titre qu'il partage traditionnellement avec Robot Monster réalisé durant la même période mais aussi Turkish Star Wars (Dünyayı Kurtaran Adam) et The Room. 
Il fait cependant partie des films culte, tant pour son esthétique kitsch que pour son caractère cocasse, souvent involontaire. Ed Wood est décoré à titre posthume du Medveds' Golden Turkey Award, en tant que pire réalisateur ayant jamais existé.

## Synopsis

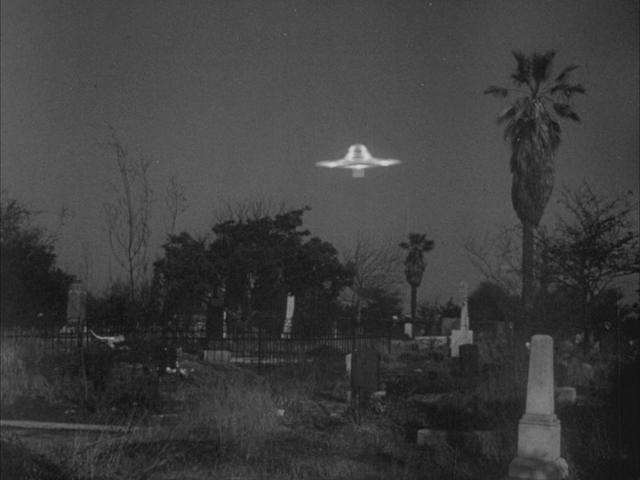
Le film a été critiqué pour ses effets spéciaux très approximatifs.

Dans les années 1950, des extra-terrestres, alarmés par la maîtrise balbutiante de l'énergie atomique, craignent que les progrès scientifiques de l'Humanité ne l'amènent à détruire par accident la galaxie tout entière. 
Ils décident alors de prendre contact avec les gouvernements terriens afin de les persuader de renoncer à cette course à l'armement nucléaire. Peine perdue : les autorités américaines répondent par un méprisant silence avant d'ordonner à l'armée de tirer sur les soucoupes volantes. 
Les extra-terrestres n'ont cependant pas dit leur dernier mot. Comme aucun plan diplomatique ne semble déboucher sur une conclusion heureuse, ils décident de mettre en place le « plan 9 », qui vise à ressusciter les morts pour punir ces humains inconscients. D'inquiétants personnages hantent peu à peu les cimetières californiens : goules, femmes vampires et zombies fraîchement déterrés se mettent à harceler les résidences des alentours. Heureusement, les Américains vont se rebeller et lutter contre les extra-terrestres.

## Fiche technique
- Titre : Plan 9 from Outer Space
- Réalisation : Ed Wood
- Scénario : Ed Wood
- Production : Ed Wood et Charles Burg
- Musique : Frank Worth
- Photographie : William C. Thompson
- Montage : Ed Wood
- Costumes : Richard Chaney
- Distributeur : Distributors Corporation of America (sous Valiant Pictures)
- Pays d'origine : États-Unis
- Budget : 60 000 $
- Format : noir et blanc - 1,37:1 - mono - 35 mm
- Genre : horreur, science-fiction, fantastique
- Durée : 79 minutes
- Date de sortie : juillet 1959 (États-Unis)

## Distribution
- Gregory Walcott : Jeff Trent
- Mona McKinnon : Paula Trent

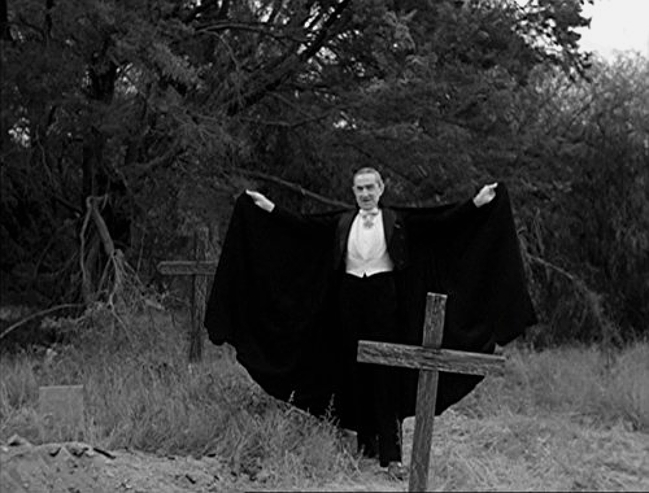
L'acteur Bela Lugosi dans son dernier rôle à l'écran. Il meurt peu avant le début du tournage, et quelques scènes isolées tournées auparavant seront intégrées dans le montage, quand bien même elles ne représentent que quelques minutes.

- Duke Moore : Lieutenant John Harper
- Tom Keene : Colonel Tom Edwards (ce fut son dernier film)
- Carl Anthony : Agent de police Larry
- Paul Marco : Agent de police Kelton
- Tor Johnson : Inspecteur Dan Clay
- Dudley Manlove : Eros
- Joanna Lee : Tanna
- Bunny Breckinridge : le dirigeant
- Lyle Talbot : Général Roberts
- David De Mering : Danny
- Norma McCarty : Edith
- Bill Ash : Capitaine
- Révérend Lynn Lemon : Curé aux funérailles de l'Inspecteur Clay
- Ben Frommer : Personne en deuil
- Gloria Dea : Personne en deuil
- Conrad Brooks : le policier Jamie
- Maila Nurmi : la femme goule (créditée sous le nom de Vampira)
- Bela Lugosi : Vieil homme/l'homme vampire (image d'archive car il est mort en 1956)
- Criswell : le narrateur

## À propos du film

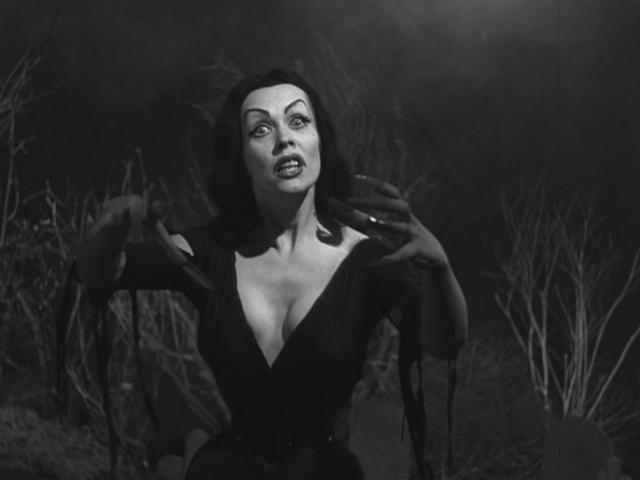
L'actrice Maila Nurmi (Vampira) interprète une morte-vivante.

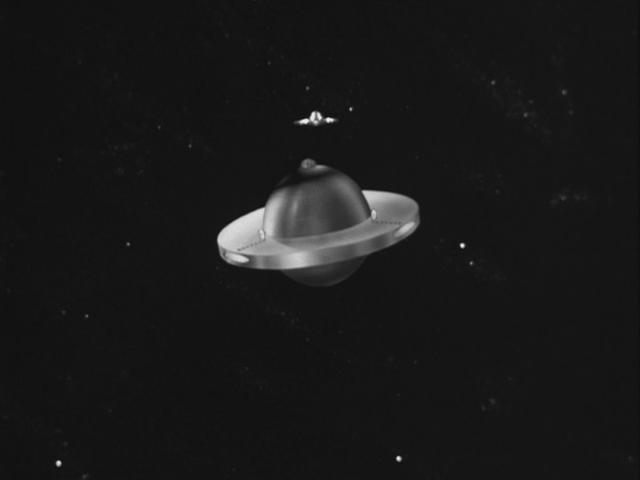
Soucoupe volante dans Plan 9 from Outer Space.

Pour financer son film, Ed Wood obtint des fonds d'une Église baptiste. Afin de satisfaire la production, tous les membres de l'équipe du film se firent baptiser.
Le titre original du film était Grave Robbers from Outer Space. Cette référence explicite à des pilleurs de tombes ne plut pas aux producteurs baptistes, qui suggérèrent à la place le titre Plan 9 from Outer Space en référence au Plan 9 déployé par les extraterrestres pour amadouer les Terriens.
Bela Lugosi meurt le 16 août 1956, peu avant la fin du tournage. Ed Wood intégra dans le film certaines scènes tournées peu avant sa mort, et pour le reste, c'est le chiropracteur de sa femme, (dont la ressemblance avec Bela Lugosi ne sembla frapper ou ne fut remarquée que par Ed Wood), qui interprète le rôle de Bela Lugosi, en cachant son visage avec sa cape.
La cicatrice que porte Tor Johnson devait être déplacée chaque jour, car elle irritait fortement la peau de l'acteur.
Il fallut presque trois ans pour trouver un distributeur intéressé par ce film qui sera finalement l'Église Baptiste, l'équipe devant ensuite se convertir pour son financement,,, un pasteur sera pris aussi dans le tournage pour l'enterrement de l'inspecteur Clay.
Le critique cinématographique Michael Medved a qualifié en 1980 Plan 9 from Outer Space de « pire film de tous les temps » dans son livre The Golden Turkey Awards.

## De nombreuses erreurs techniques

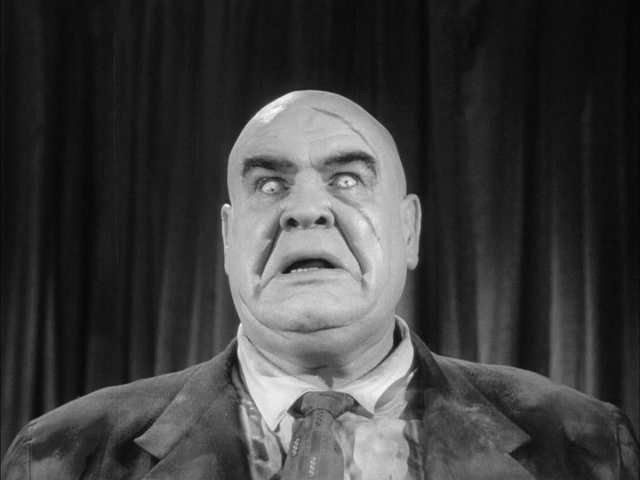
Tor Johnson.

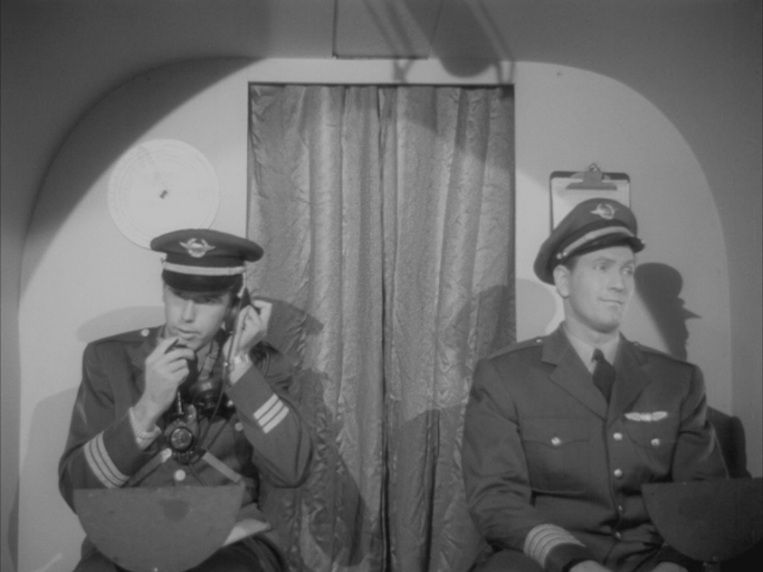
L'ombre d'un micro apparaît nettement dans le cockpit.

Ed Wood tourne ses plans rapidement et se préoccupe peu de leur réalisme. Le montage final du film laisse découvrir de nombreuses erreurs techniques : faux raccords, effets spéciaux simplistes, direction d'acteurs aléatoire, etc.
Les erreurs de raccord sont visibles tout au long du film. Certaines scènes comportent des plans d'images d'archives répondant à des plans tournés en studio, et d'autres passent d'un plan de nuit à un plan de jour ; un seul décor sert parfois à illustrer dans la même scène des lieux différents (notamment dans le cimetière), des raccords de son sont souvent oubliés ou, parfois, d'un plan à l'autre, un véhicule de police est changé par une berline civile.
Les décors sont réalisés avec de très faibles moyens. Dans les scènes tournées en studio, les stèles et les croix du cimetière font moins de deux centimètres d'épaisseur et bougent lorsque les comédiens les effleurent, le cockpit de l'avion est conçu avec de simples pans de parois en carton et les commandes avec des formes noires rectangulaires, ou encore le vaisseau extraterrestre simplement orné de postes de radiocommunication, de rideaux et de portes en carton.
Les effets spéciaux sont eux aussi laissés pour compte. Par exemple, de petites maquettes de soucoupes volantes sont tenues au bout d'un fil et survolent des reconstitutions peu fidèles de paysages californiens, les explosions autour des OVNI causées par les missiles envoyés par l'armée sont de simples petits feux d'artifice.
Wood ne tourne souvent qu'une version de chaque plan. Ainsi, le jeu des acteurs est parfois peu maîtrisé ou exagéré et leurs mouvements souvent incertains.
Le film comporte également nombre d'erreurs au tournage :
- dans l'avion, lors de la rencontre avec l'OVNI, la vive lueur dans le « cockpit » laisse clairement voir l'ombre d'un micro ;
- quand le vieil homme (Bela Lugosi) se fait écraser hors champ, son ombre reste visible et parfaitement immobile ;
- il est parfois possible de voir que la plaque d'immatriculation d'une voiture est cachée en partie par du ruban adhésif noir.

Après la mort de Bela Lugosi au début du tournage, Wood le remplace par Tom Mason, le chiropracteur de sa femme, lui trouvant une forte ressemblance dans le regard. Il décide toutefois d'utiliser les quelques plans déjà tournés avec Lugosi et de combler les manquants avec son remplaçant. Pour que l'illusion soit selon lui plus réaliste, il demande à Mason de jouer toutes ses scènes avec le bras devant le bas du visage.